# Schienenverkehr in Dschibuti
Der Schienenverkehr in Dschibuti besteht heute (Stand 2009) aus dem östlichen Segment der Bahnstrecke Dschibuti–Addis Abeba. Darüber hinaus gab es weitere Eisenbahnstrecken, die aber eingestellt wurden.

## Meterspurnetz

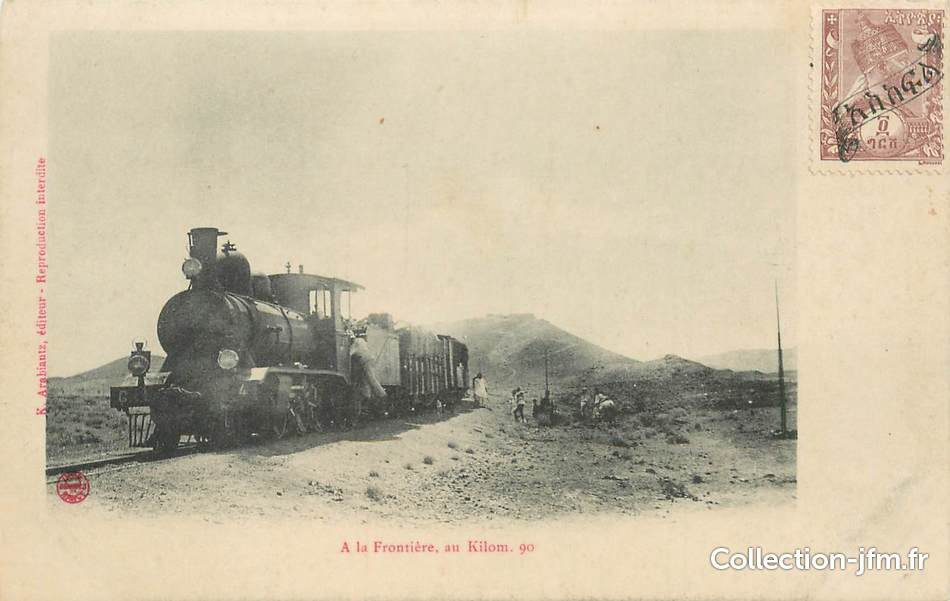
An der Grenze bei Kilometer 90

- Dieses östliche Segment der Bahnstrecke Dschibuti-Addis Abeba von Dschibuti (Stadt) bis zur äthiopischen Grenze ging 1901 in Betrieb. Es ist 108 km lang und wurde in Meterspur erbaut.
- Hieran anschließend wurde 1917 eine Anschlussbahn für den Hafen von Dschibuti eröffnet. Hier findet ausschließlich Güterverkehr statt.
- Ebenfalls an die Bahnstrecke Addis Abeba–Dschibuti schloss sich seit 1929 eine nur vom britischen Militär genutzt 172 km lange Strecke nach Hargeysa in Britisch-Somaliland an. Sie wurde nach dem Sieg über die italienische Armee in Italienisch-Ostafrika 1943 aufgegeben.

## 600-mm-Strecken
1932 nahm die Compagnie des Salins du Midi et des Salines de Djibouti für innerbetriebliche Zwecke ihrer Salinen den Betrieb einer 600-mm-Schmalspurbahn auf. Personenverkehr fand hier nicht statt. Der Zeitpunkt der Betriebsaufgabe ist nicht bekannt.